# Phaonia houghii
Phaonia houghii är en tvåvingeart som först beskrevs av Stein 1898.  Phaonia houghii ingår i släktet Phaonia och familjen husflugor. Inga underarter finns listade i Catalogue of Life.